# 莫嫩弗盧赫山
47°13′57″N 10°6′9″E / 47.23250°N 10.10250°E

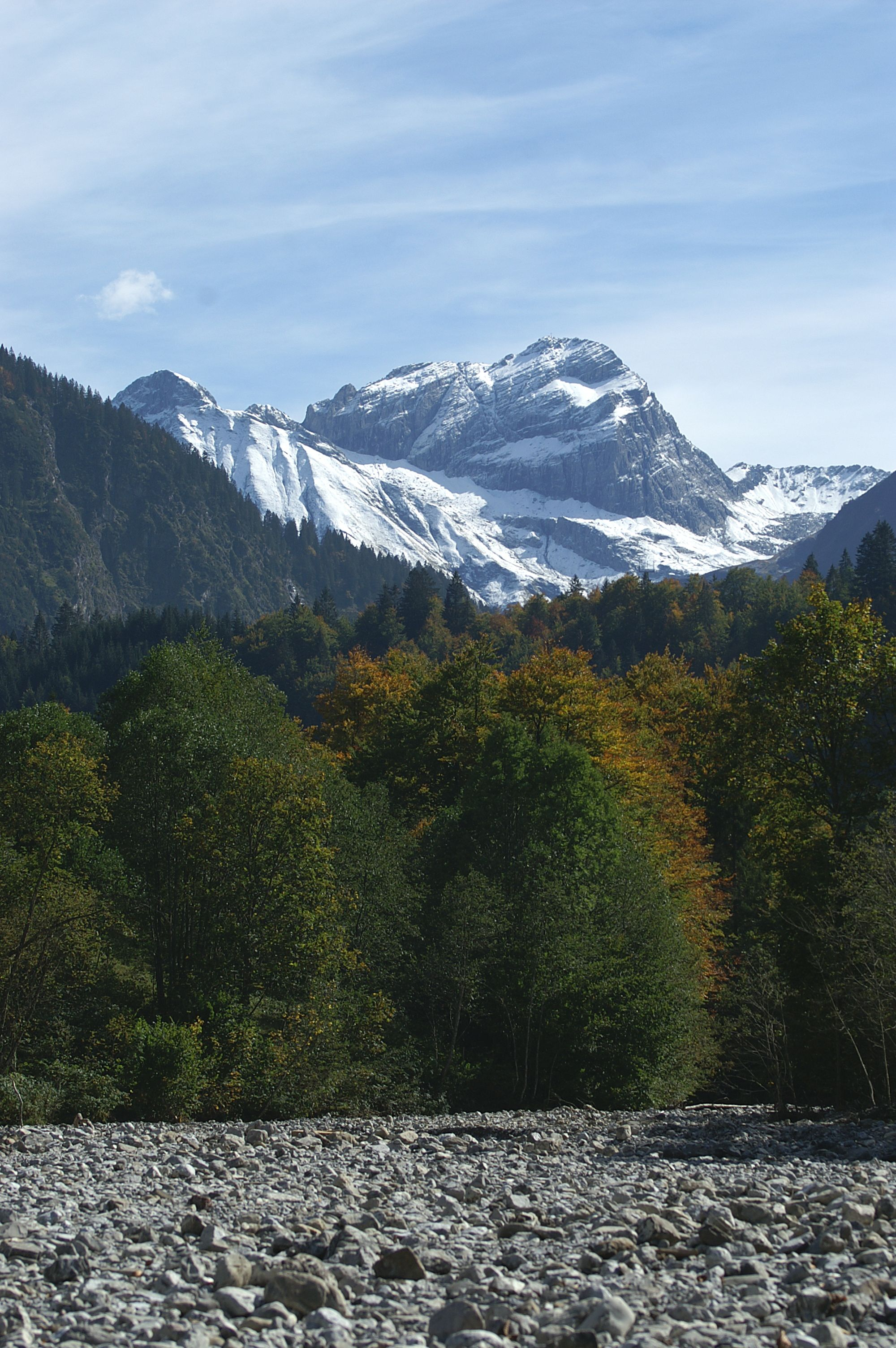

莫嫩弗盧赫山（德語：Mohnenfluh），是奧地利的山峰，位於該國西部，由福拉爾貝格州負責管轄，屬於萊希奎倫山脈的一部分，海拔高度2,544米，每年平均降雨量1,730毫米。